# Pisweg
Pisweg è una frazione (comune catastale) di 104 abitanti del comune austriaco di Gurk nel distretto di Sankt Veit an der Glan, in Carinzia. Già comune autonomo, nel 1973 è stato accorpato a quello di Gurk e, in piccola parte, a quelli di Frauenstein e Weitensfeld-Flattnitz.
Piccolo centro alpino, Pisweg si trova a circa 1 000 metri sul mare, a cinque chilometri da Gurk. L'economia del paese è legata all'allevamento e al turismo montano. Pisweg è anche noto per gli affreschi risalenti al XIII secolo che si trovano nel piccolo battistero adiacente alla chiesa del paese.